# Madeleine Béjart
Pour les articles homonymes, voir Béjart.
Madeleine Béjart, baptisée le 8 janvier 1618 à Paris et morte le 17 février 1672 dans la même ville, est une comédienne française du XVIIe siècle, célèbre pour sa beauté, la variété de son jeu et sa personnalité de femme indépendante. Après avoir fondé, en 1643, l'Illustre Théâtre avec Jean-Baptiste Poquelin, dit Molière, dont elle fut la compagne avant de devenir officiellement sa belle-sœur, elle appartint à toutes les troupes qu'il anima ou dirigea, et créa certains des principaux rôles féminins des comédies qu'il composa.

## Biographie

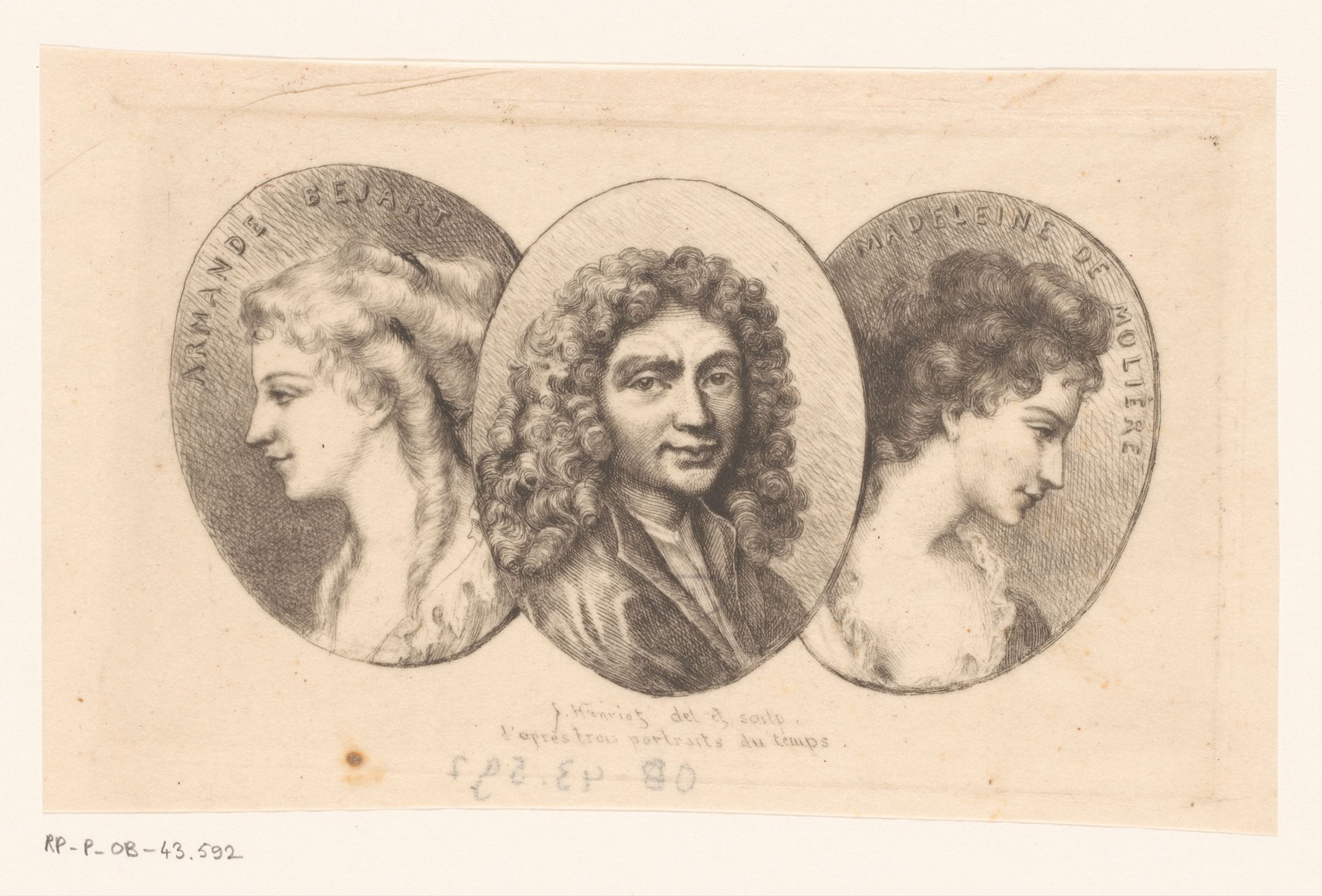
Armande Béjart, Molière et Madeleine Béjart (par Jules-Armand Hanriot)

Membre de la famille Béjart, Madeleine est le deuxième enfant de Joseph Béjart, « huissier ordinaire du roi ès eaux et forêts de France au Palais », et de Marie Hervé, « maîtresse toilière-lingère », qui s'étaient mariés en 1615. Certains auteurs ont suggéré qu'à la fin des années 1630, elle aurait joué avec son frère aîné Joseph II au Théâtre du Marais et en province[réf. nécessaire], mais cette hypothèse n'est corroborée par aucune source documentaire. Il semble en revanche certain que très jeune déjà elle a fréquenté les cercles mondains et littéraires de la capitale.
Vers 1637, elle noue une relation amoureuse avec Esprit de Rémond, chevalier (ou comte, ou baron, selon les documents) de Modène, chambellan des affaires de Gaston d'Orléans, dont elle a une fille illégitime, née en juillet 1638. Reconnue par son père, l'enfant est baptisée une semaine plus tard sous le prénom de Françoise à l'église Saint-Eustache de Paris.
La petite Françoise n'ayant laissé aucune autre trace, certains historiens modernes font l'hypothèse qu'elle est morte en bas âge et que Madeleine aurait eu, entre 1641 et la fin de 1642, une seconde enfant du même père, laquelle, déclarée comme la fille de Joseph Béjart et Marie Hervé, aurait été baptisée au cours des années 1650 avec le quadruple prénom d'Armande Grésinde Claire Élisabeth. C'est du fait de cette fiction juridique qu'Armande Béjart a passé officiellement pour la très jeune sœur de Madeleine, alors que beaucoup de contemporains savaient ou croyaient savoir (au XXIe siècle, la question n'est toujours pas tranchée) qu'elle était sa fille.
En 1643, avec quelques amis, parmi lesquels Jean-Baptiste Poquelin (qui n'a pas encore adopté son nom de scène de Molière), Madeleine participe à la fondation de la troupe de l'« Illustre Théâtre » dont l'acte d'association lui assure la prééminence sur les autres comédiennes. Après l'échec de cette entreprise, où elle se fait cependant remarquer comme une grande actrice tragique, elle est engagée à Pâques 1646 avec les rescapés de la troupe par la compagnie de Charles Dufresne, qui pendant douze ans sillonnera les provinces méridionales du royaume et la vallée du Rhône, avant de revenir à Paris en 1658. Actrice accomplie et expérimentée, Madeleine fait montre alors d’un talent de gestionnaire et contribue à la bonne marche de la troupe recomposée.
Le contrat d'association de 1643 lui donne le libre choix de son rôle dans les pièces du répertoire (mais non dans les pièces nouvelles, toujours distribuées par l'auteur). Plus tard, dans les pièces composées par Molière, elle partagera les premiers rôles avec Catherine De Brie avant de céder sa place à Armande pour ne plus être distribuée que dans les rôles de servante, telle Dorine dans Le Tartuffe, ou de femme d'intrigue, comme Frosine dans L'Avare. Instigatrice de la carrière théâtrale de Molière, 
Madeleine Béjart meurt le 17 février 1672, un an jour pour jour avant son ancien compagnon. Elle est inhumée sans difficulté sous les charniers de l'église Saint-Paul, à Paris, malgré la règle d'excommunication des comédiens. Il faut donc supposer qu'avant de recevoir les derniers sacrements, elle a solennellement renoncé, de vive voix ou par écrit, à la profession de comédienne.
Dans son roman d'Almahide, publié au début des années 1660, Georges de Scudéry fait d'elle ce portrait élogieux, qui se réfère sans doute davantage à la comédienne de l'Illustre Théâtre qu'à celle de la Troupe de Monsieur : « Elle était belle, elle était galante, elle avait beaucoup d'esprit, elle chantait bien ; elle dansait bien ; elle jouait de toutes sortes d'instruments ; elle écrivait fort joliment en vers et en prose et sa conversation était fort divertissante. Elle était de plus une des meilleures actrices de son siècle et son récit avait tant de charmes qu'elle inspirait véritablement toutes les feintes passions qu'on lui voyait représenter sur le Théâtre. Cette aimable comédienne s'appelait Jébar. »

## Quelques-uns de ses rôles
- Épicaris dans La Mort de Sénèque de Tristan L'Hermite
- Cléopâtre dans La Mort de Pompée de Pierre Corneille
- Magdelon dans Les Précieuses ridicules de Molière
- Élise ou Done Elvire dans Dom Garcie de Navarre ou le Prince jaloux de Molière
- Dorine dans Le Tartuffe de Molière
- Frosine dans L'Avare de Molière

### Dans la fiction
- Dans le film Molière ou la vie d'un honnête homme, d'Ariane Mnouchkine (1978), le rôle de Madeleine Béjart est tenu par Joséphine Derenne
- Dans le film Marquise, de Véra Belmont (1997), il est tenu par Christine Joly
- Dans le film Molière de Laurent Tirard (2007) : Sophie-Charlotte Husson
- Dans « Mademoiselle Molière », spectacle conçu et mis en scène par Hubert Fielden, créé au château de Versailles pour Le Mois Molière[4], puis en résidence au Théâtre Denise-Pelletier de Montréal en 2015, jouée par Rose-Anne Déry[5]
- Dans « Mademoiselle Molière » , comédie de Gérard Savoisien, mise en scène par Arnaud Denis au Théâtre Rive-Gauche (2019), le rôle est tenu par Anne Bouvier, qui est récompensée pour son interprétation lors de la cérémonie des Molières 2019 [6],[7].
- Dans la pièce de théâtre « Le Voyage de Molière » de Pierre-Olivier Scotto et Jean-Philippe Daguerre, mise en scène de Jean-Philippe Daguerre (2022) au Lucernaire : Charlotte Matzneff et Floriane Vincent[8]
- Dans le spectacle « Jean-Baptiste, Madeleine, Armande et les autres... » , conçu et mis en scène par Julie Deliquet à la Comédie-française - Salle Richelieu (2022)[9],[10], Madeleine est interpétée par Florence Viala
- Dans la pièce de théâtre Le Roman de monsieur de Molière adapté du roman éponyme de Mikhaïl Boulgakov par Louis‑Dominique Lavigne et mise en scène par Lorraine Pintal au Théâtre du Nouveau Monde de Montréal (2022) : Rachel Gratton[11],[12]
- Dans la comédie musicale Molière l'opéra urbain de Dove Attia (2023) : Morgan
- Dans Le Molière imaginaire, film d'Olivier Py sorti en salle en février 2024, le rôle de Madeleine est tenu par Jeanne Balibar.